# Kazimierz Frankiewicz
Kazimierz Frankiewicz (ur. 8 stycznia 1939 w Pułtusku jako Kazimierz Andrzej Frąckiewicz; ps. „Kaka”, „Casey”) – polski i amerykański piłkarz oraz trener.

## Kariera sportowa
W latach 1956–1966 był zawodnikiem Lechii Gdańsk, Zawiszy Bydgoszcz i Legii Warszawa, występując w 178 meczach i zdobywając 27 bramek. Następnie wyemigrował do Stanów Zjednoczonych, gdzie kontynuował karierę piłkarską jako Kazimierz Casey Frankiewicz. W 1967 był bliski podpisania kontraktu z Bayernem Monachium, jednak ostatecznie został zawodnikiem występującej w NASL St. Louis Stars, w której grał do 1973. W 1974 grał w Boston Minutemen, po czym zakończył karierę zawodniczą.
W St. Louis Stars był również grającym trenerem zespołu, który prowadził w latach 1971–1973. W 1972 roku został wybrany najlepszym trenerem w sezonie 1972 za zdobycie wicemistrzostwa USA.

## Sukcesy szkoleniowe
- Wicemistrz NASL: 1972
- Trener Roku w NASL: 1972